# Isaak van Nickelen
Isaak Jansz van Nickelen (Haarlem, 1632/33 - aldaar, begraven op 27 december 1703) was een Noord-Nederlandse kunstschilder.
Isaak van Nickelen was de zoon van Jan Cornelisz. van Nickelen. Hij was een mennoniet. Van Nickelen trouwde twee keer: eerst op 27 september 1654 met Maria Hamers uit Haarlem, die in 1679 overleed, en later met Maria du Bois, van wie alleen bekend is dat zij hem overleefde. Hij had drie kinderen: Jan, Daniël en Jacob, waarvan Jan later ook schilder werd.
Van Nickelen was een veelzijdig ondernemer. Hij was gedurende zijn leven actief als schilder, etser, klokkenmaker, textielfabrikant en glazenier. Hij werd in 1659 vermeld als meester in het Sint-Lucasgilde van Haarlem en bleef als kunstschilder actief tot aan zijn dood. In 1677 gaf hij aan dat hij handelaar was en kocht hij de herberg Het Mennistenbosje voor 250 gulden. In 1681 sloot hij een contract met de stad Alkmaar voor de oprichting van een fabriek voor het bewerken van ruwe Italiaanse zijde. Een jaar later ontving hij een bijdrage van Alkmaar voor de bouw van twee twijnmolens. Zijn handelsactiviteiten waren waarschijnlijk succesvol, want in 1685 kocht hij zijde en andere goederen in Amsterdam voor het aanzienlijke bedrag van 19.720 gulden. In 1690 was hij in staat om de hofstede Dal-en-Berg in Santpoort te kopen. In 1696 nam hij de glasfabriek Het Glashuis in Haarlem over. Twee jaar later ging hij als glazenier echter failliet. Hij had toen negen werknemers in dienst.
Gedurende zijn hele loopbaan bleef Van Nickelen schilderen, en zijn werken, kerkinterieurs en architectuurstukken, zijn gedurende zijn hele leven gedocumenteerd. Hij werkte voornamelijk met olieverf en werd opgeleid door Pieter Saenredam. Later leerde hij zijn zoon Jan van Nickelen het schildersvak. Van Nickelens werk had ook invloed op kunstenaars zoals Johann Ludwig Ernst Morgenstern.
Hij werd begraven in de Grote of Sint-Bavokerk in Haarlem.
- Biografisch Portaal: 66620021
- KulturNav: 4cfe39b8-e4c4-421c-abb3-f5531b120227
- RKD-Nederlands Instituut voor Kunstgeschiedenis: 59390
- Union List of Artist Names: 500007797
- Virtual International Authority File: 95728643